# Odrzygość
Odrzygość – zlikwidowana wąskotorowa stacja kolejowa w Przejazdowie, w gminie Pruszcz Gdański, w powiecie gdańskim, w województwie pomorskim. Położona była na linii kolejowej z Gdańska Wąskotorowego do Giemlic. Linia ta została otwarta w 1905 roku. W 1974 roku uległa likwidacji.